# 日本合跳蛛
日本合跳蛛（学名：[Synagelides agoriformis] 错误：{{Lang}}：文本有斜体标记（帮助））为跳蛛科合跳蛛属的动物。分布于日本、北朝鲜、独联体以及中国大陆的黑龙江、吉林、辽宁等地。该物种的模式产地在日本。